# 김충찬
김충찬(金忠贊, ? ~ 1036년 7월)은 고려시대 전기의 외척, 문신, 정치인으로 고려 현종의 장인인 김은부(金殷傅)의 아들이며, 원성왕후, 원혜왕후, 원평왕후의 남매이다. 본관은 안산이고 시호는 공정(恭靖)이다. 문종의 장인인 인천 이씨 이자연은 그의 외사촌이다.

## 생애
현종의 세 왕비의 아버지인 국구 안산군개국후 김은부와 이허겸의 딸 부부인 인천 이씨의 아들로 태어났다.
1025년(현종 16) 7월 시어사(侍御史), 1033년(덕종 2년) 2월 예빈경(禮賓卿)·지중추원사(知中樞院事) 1034년(덕종 3년) 7월 우산기상시(右散騎常侍), 동년 12월 좌산기상시(左散騎常侍)를 역임했다.
이 해 평장사 유소 등이 거란과 밀통하여 고려에 내란을 일으키고 단성을 공격하려는 것을 도왔으나, 그가 이를 알고 적극 만류하여 중단시켰다.
1035년(정종 원년) 7월 병부상서(兵部尙書)에 올랐고, 이듬해 7월에 죽자 공정(恭靖)이라는 시호를 받았다.

## 가족 관계
- 아버지 : 김은부
- 어머니 : 인천 이씨 이허겸의 딸
  - 동생 : 김난원(시호는 경덕)
  - 누이 : 원성왕후
  - 누이 : 원혜왕후
  - 누이 : 원평왕후
- 외조부 : 이허겸
  - 외숙부 : 이한
    - 외사촌 : 이자연

## 같이 보기
- 이자겸